# Raske Riviera Rejsende
|  | Denne artikel er oprettet af botten PalnaBot ud fra en ekstern database. Den kan derfor have sproglige fejl eller mangler. Denne skabelon kan fjernes efter kontrol af indholdet. |

Raske Riviera Rejsende er en film instrueret af Lau Lauritzen Sr. efter manuskript af Lau Lauritzen Sr..

## Handling
Den gamle italiener Guido Bruzzio og hans sønnedatter Mona er ved skæbnens tilskikkelse havnet oppe i en af nordens storbyer, hvor han driver gipserforretning. I Fyrtårnet og Bivognen har han fundet et par ihærdige medhjælpere, som med liv og lyst går op i arbejdet. En af forretningens bedste kunder er den unge skuespiller og cand.phil. Kaj Lynge. Han har i den sidste tid fattet en påfaldende interesse for gipsfigurer, og til hans husholderskes ærgrelse går der ikke en dag, hvor han ikke hjemfører mindst en eller to nyerhvervelser. Oppe i stuen over Bruzzios butik bor husets ejerinde, fru Kruuse. Her er Fyrtårnet en velset gæst, og her redder han sig mangen god kop kaffe.